# 町田裕美
町田 裕美（まちだ ひろみ、1972年6月16日 - ）
は、日本の女性フリーアナウンサー・リポーター・キャスターである。株式会社ジョイスタッフ所属。

## 人物
1972年（昭和47年）生まれ。東京都出身。東横学園女子短期大学国文科卒業。身長170cm。
日産自動車の『ミス・フェアレディ』を経て現職。これまでに「日経ブロードバンドニュース」や「朝日ニュースター」などでキャスターを歴任。2008年3月より出演していたビジネス・経済専門チャンネル「日経CNBC」では、『日経ヴェリタス トーク』などのキャスターを務める。2013年6月正式に降板。